# Tanaya Beatty
Tanaya Beatty (Vancouver, 12 febbraio 1991) è un'attrice canadese.

## Biografia
È conosciuta per il ruolo di Rachel Black nel film The Twilight Saga: Breaking Dawn - Parte 1, di Jessica Finch in True Justice, di Caitlin Javier in Arctic Air, di Shannon Rivera nella 3ª stagione della serie NBC The Night Shift e di Avery nella serie Yellowstone.

## Filmografia parziale

### Cinema
- The Twilight Saga: Breaking Dawn - Parte 1, regia di Bill Condon (2011)
- Words and Pictures, regia di Fred Schepisi (2013)
- Hostiles - Ostili (Hostiles), regia di Scott Cooper (2017)
- Through Black Spruce, regia di Don McKellar (2018)
- Crimes of the Future, regia di David Cronenberg (2022)

### Televisione
- True Justice – serie TV, 7 episodi (2012)
- Arctic Air – serie TV, 18 episodi (2012-2014)
- Continuum – serie TV, 3 episodi (2013)
- The 100 – serie TV, episodio 2x04 (2014)
- The Night Shift – serie TV, 23 episodi (2016-2017)
- Yellowstone – serie TV, 8 episodi (2018-2022)

## Doppiatrici italiane
Nelle versioni in italiano delle opere in cui ha recitato, Tanaya Beatty è stata doppiata da:
- Ilaria Latini in True Justice
- Katia Sorrentino in Continuum
- Serena Sigismondo in The 100
- Ludovica Bebi in The Night Shift
- Alessia Amendola in Yellowstone